# بعثة الاتحاد الأوروبي لبناء القدرات في مالي

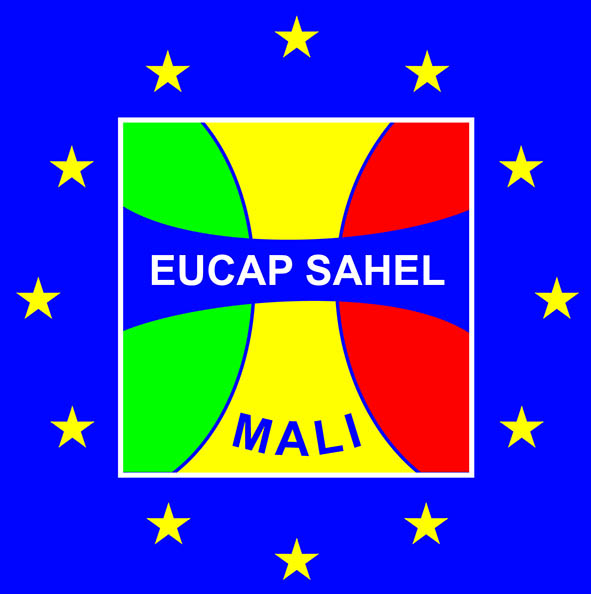
شعار البعثة

منطقة العملية

بدأت بعثة الاتحاد الأوروبي لبناء القدرات في مالي في 15 أبريل 2014 ضمن سياسة الأمن والدفاع المشتركة للاتحاد الأوروبي كبعثة لبناء القدرات من أجل تدريب قوات الأمن المحلية في مالي. 
يوفر برنامج البعثة المساعدة والمشورة للشرطة الوطنية والدرك الوطني والحرس الوطني. ويتم ذلك من خلال تحسين الكفاءة التشغيلية، وإعادة إنشاء السلاسل الهرمية المعنية، وتعزيز دور السلطات القضائية والإدارية، وتسهيل إعادة الانتشار في شمال البلاد.
ويوجد حاليا 20 من قوات الشرطة و63 موظفا مدنيا منتشرين داخل هذه البعثة. 
بجانب برنامج البعثة، هناك حاليًا المزيد من عمليات السلام في مالي. وهي مهمة تدريب الاتحاد الأوروبي في مالي، وبعثة الأمم المتحدة المتكاملة لتحقيق الاستقرار في مالي وبعثة الاتحاد الأفريقي في مالي.

## روابط خارجية
- الموقع الرسمي